# Міжнародний день архівів
Міжнародний день архівів або День архіваріуса (англ. International Archives Day) — професійне свято працівників архівів або архівістів. Він відзначається в день створення Міжнародної ради архівів (англ. International Council on Archives (ICA)) у 1948 році. У Міжнародний день архівів архіви по всьому світу влаштовують спеціальні заходи, щоб продемонструвати свої колекції або роботу, якою вони займаються, обмінюються привітаннями один з одним і з шанувальниками архівів по всьому світу.

## Історія свята
2007 року члени Генеральної асамблеї Міжнародної ради архівів (м. Квебек, Канада) ухвалили рішення відзначати Міжнародний день архівів 9 червня — у день, коли створено Міжнародну раду архівів. Це відбулося під егідою ЮНЕСКО в Парижі під час триденного засідання архівістів з 9 по 11 червня 1948 року. Метою створення організації було зміцнити відносини між архівістами всіх націй, сприяти використанню і популяризації архівних документів.
Святкування першого Міжнародного дня архівів збіглося з відзначенням 60-річчя створення цієї міжнародної організації архівістів.